# Humpback Rocks
Die Humpback Rocks sind eine kleine Gruppe von Klippenfelsen vor der Nordküste Südgeorgiens. Sie liegen 400 m nördlich des Kap Saunders.
Der South Georgia Survey berichtete im Zuge ihrer zwischen 1951 und 1952 vorgenommenen Vermessung, dass die Felsen unter norwegischen Wal- und Robbenjäger seit langem als Knolrokset (norwegisch für Buckelfelsen) bekannt sind. Das UK Antarctic Place-Names Committee übertrug diese deskriptive Benennung 1954 ins Englische.